# 호레이쇼 피치

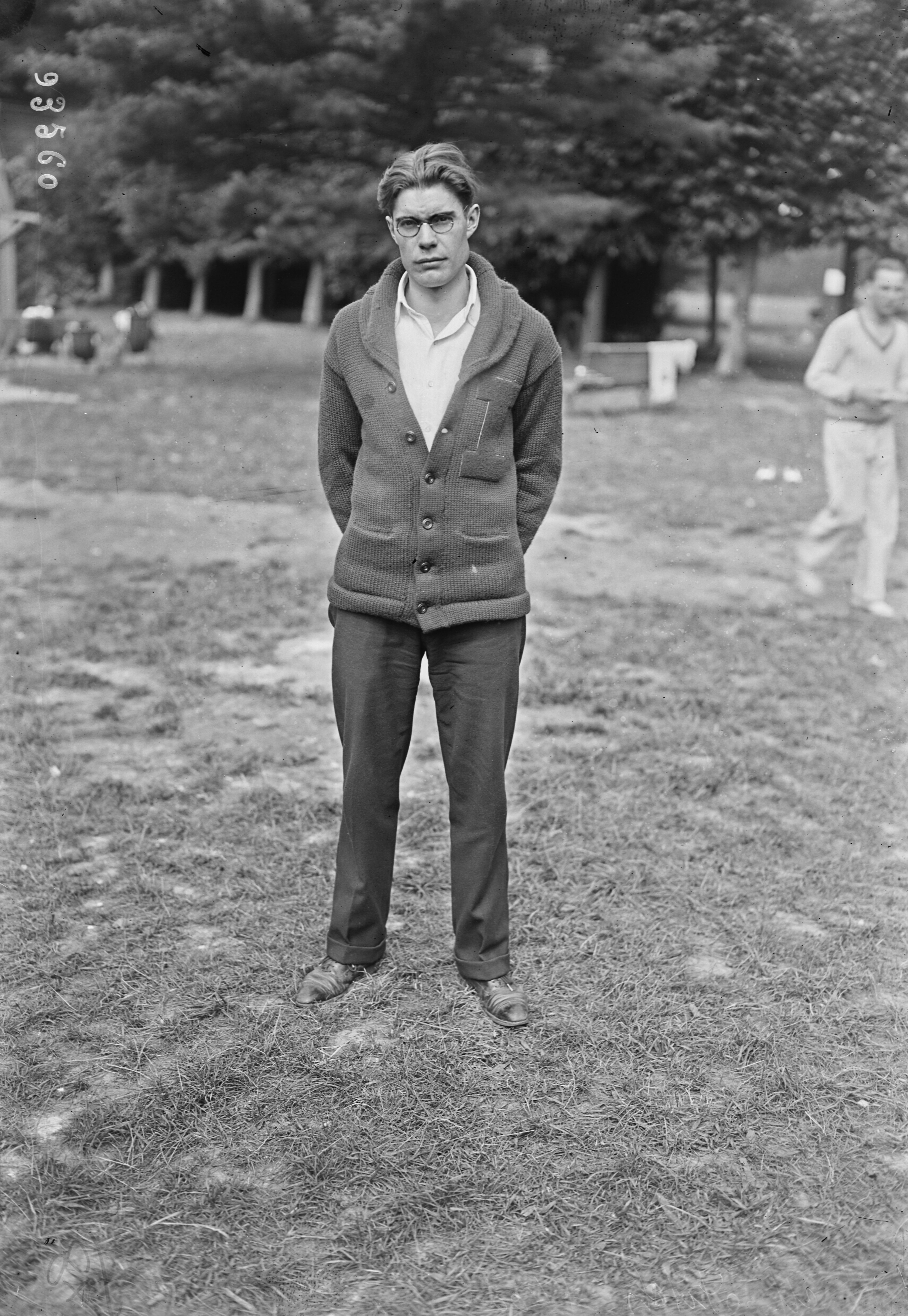

호레이쇼 메이 피치(Horatio May Fitch, 1900년 12월 16일 ~ 1985년 5월 4일)는 주로 400m에 나간 미국의 육상 선수였다.
일리노이주 시카고에서 태어난 피치는 1924년 파리 올림픽에 참가하여 400m 은메달을 획득하였다. 경주의 우승자는 결승전이 일요일에 열린 이유로 자신의 전문 종목 100m를 포기한 에릭 리델이었다.
일리노이 대학교에서 공학 학위와 함께 졸업한 후, 피치는 시카고의 새로운 유니언 역을 건설하는 회사를 위하여 일하러 갔다. 그는 시카고 육상 협회를 위하여 나가는 데 시간을 찾을 수 있었다.
1923년 50.0초와 AAU 440 야드 국내 선수권을 우승한 후, 파리 올림픽이 열리기 1달 전 하버드 대학교에서 열린 올림픽 선발 시합으로 초청되었다. 그는 준결승전에서 48.1초의 세계 신기록을 세운 J. 코드 테일러에게 밀리고, 미국 팀이 파리로 향하는 데 9명의 4분의 1 마일 선수들 중의 하나였다.
84세의 나이로 콜로라도주 에스티스파크에서 사망하였다.